# Manuel F. Ochoa
Gral. Manuel F. Ochoa fue un militar mexicano que participó en la Revolución mexicana. Nació en San Gabriel (Jalisco) el 17 de septiembre de 1892. En 1913 se unió al movimiento constitucionalista bajo las órdenes del general Luis Caballero, en Tamaulipas. Durante la Toma de la Ciudad de México se incorporó a las fuerzas del general Álvaro Obregón, con quien participó en la campaña contra el villismo. Fue parte del Estado Mayor Presidencial del C. Presidente Venustiano Carranza. Su honestidad le abrió las puertas a su carrera política al entregar las arcas de la nación que custodiaba al ser asesinado Carranza. En 1920 actuó como secretario de Gobierno del Estado de Nayarit; más tarde fue administrador de la Aduana de Piedras Negras, Coahuila, y posteriormente de la de Tijuana, Baja California; diputado federal por Jalisco; presidente municipal de Guadalajara, jefe de la Oficina de Licencias del Departamento Central y director de la Penitenciaría del Distrito Federal (Lecumberri). Se retiró de su vida política en 1970, jubilándose en Guadalajara donde falleció en 1972.